# Evrychou
Evrychou (in greco Ευρύχου?; in turco Evrihu) è una comunità (in greco κοινότητα?, koinótita) di Cipro. Si trova nel distretto di Nicosia ed è il centro agricolo della regione della Solea. Esso è situato a circa 50 km a sud-ovest di Nicosia e a 30 km dal massiccio del Troodos.

## Geografia fisica

### Territorio
Evrychou si trova nel distretto di Nicosia ed è il centro agricolo della regione della Solea. Si trova a circa 50 km a sud-ovest di Nicosia e a 30 km dal massiccio del Troodos. Il villaggio è situato sulla riva orientale del fiume Karkotis (o Klarios), a un'altitudine media di 440 metri. 

### Clima
Il clima della regione è tipicamente mediterraneo e quindi le coltivazioni che si trovano intorno al villaggio variano dagli alberi da frutta (principalmente meli, peri, prugni, albicocchi e peschi) agli alberi di agrumi, mandorli e olivi. Ci sono anche coltivazioni di viti, ortaggi e cereali.

## Origini del nome
Ci sono diverse interpretazioni sull'origine del nome del villaggio. Secondo quella prevalente, Evrychou fu chiamato così in quanto era l'insediamento più grande nei dintorni: infatti "Evrys Chous" in greco antico significa "Grande area / terra". Secondo una seconda interpretazione che si basa su una tradizione antica il nome fu dato al villaggio da immigrati provenienti da altre regioni, che trovarono qui terra abbondante e fertile ("Ev Chous" significa "buona terra" in greco). Un'altra interpretazione afferma che il villaggio prese il nome dal primo colono della comunità, che si chiamava Evrychios.

## Storia
Una degli creazioni più importanti degli inglesi a Cipro durante il loro dominio, durato dal 1878 al 1960, fu la  ferrovia cipriota, che fu in esercizio dal 1905 al 1951.
Il 21 ottobre 1905 ci fu l'apertura della prima tratta da Famagosta fino a Nicosia, prolungata nel 1907 fino a Morfou. Nel 1915 furono raggiunte le stazioni finali di Skouriotissa e Evryhou. . La stazione ferroviaria fu costruita nel 1906.
Evrychou divenne il capolinea occidentale della ferrovia governativa cipriota il 14 giugno 1915. Essa fu servita fino al 31 dicembre 1931, quando le ultime cinque miglia della ferrovia furono abbandonate.

## Cultura

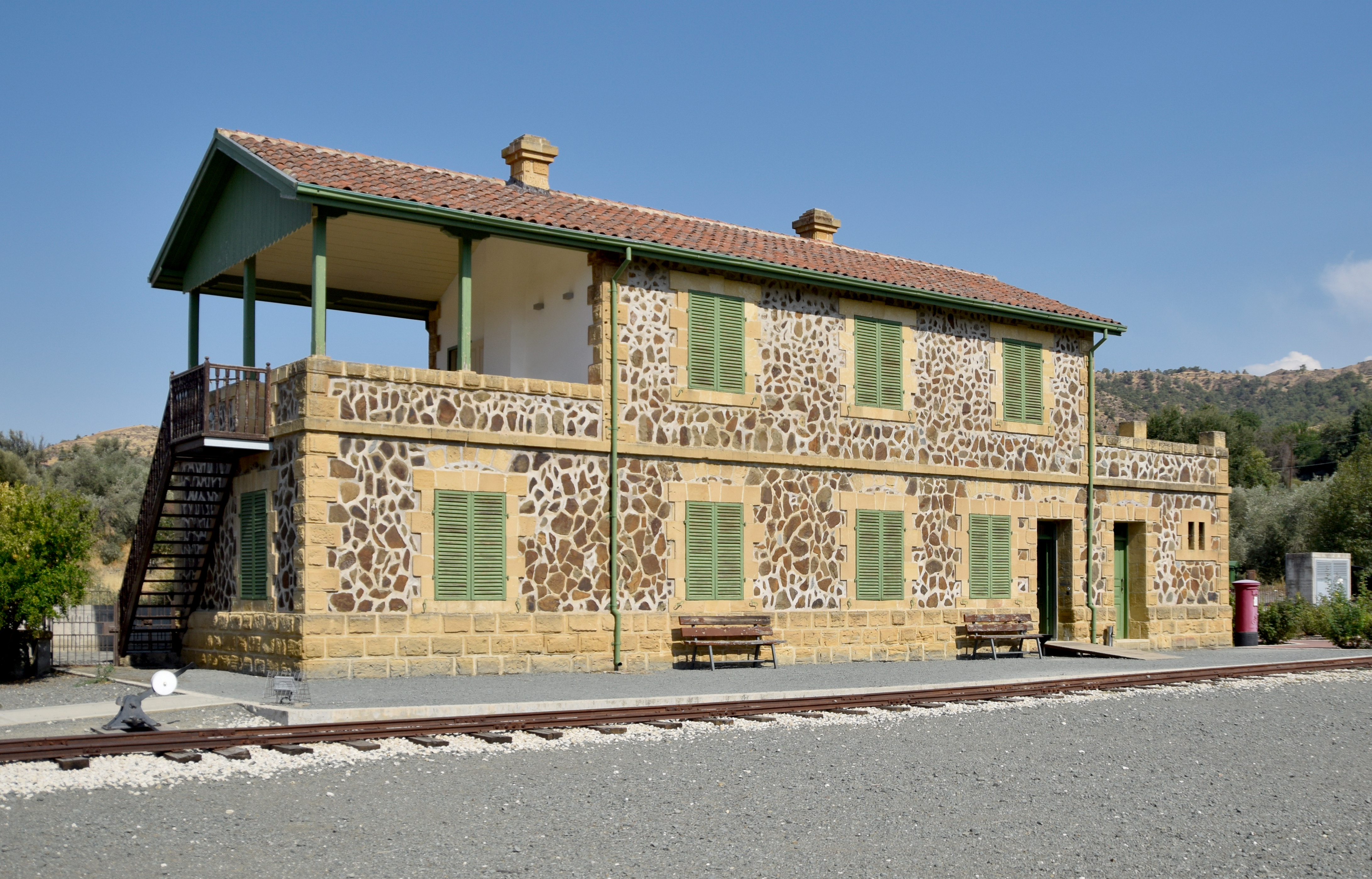
Il Museo delle Ferrovie di Cipro nel 2021

### Musei
L'edificio della stazione di Evrychou fu usato in seguito come centro sanitario e poi come dormitorio per i lavoratori forestali. L'edificio in pietra cadde in rovina, ma è stato poi restaurato insieme ai suoi annessi negli anni 2010 per diventare il Museo Ferroviario di Cipro. Oltre alla ristrutturazione dell'edificio, nel 2010-2012 sono stati posati un totale di circa 100 metri di nuovi binari, ed è stato costruito un nuovo riparo per un vagone restaurato e un carrello a mano insieme a poster informativi sul passato della linea. Il museo è stato finalmente aperto nel novembre 2014.

## Economia

### Servizi
Evrychou possiede una scuola elementare regionale, una scuola superiore ("Gymnasio & Lykeio Soleas"), una scuola superiore senior, una caserma dei pompieri, un centro sanitario, una stazione di polizia, un ufficio del Dipartimento della Selvaggina e della Fauna, e una filiale dell'Ufficio agricolo del distretto di Nicosia. Inoltre, dopo l'invasione turca del 1974 il vescovo metropolitano di Morfou ha trasferito la sua sede temporanea nel villaggio. La diocesi di Morfou è stata trasferita a Evrychou ed è ospitata nei locali della vecchia scuola elementare dopo la sua ristrutturazione e l'aggiunta di alcuni nuovi appartamenti. Da parecchio hanno operato e operano ancora oggi un ufficio regionale del Dipartimento di terra e rilievi e un tribunale.

## Infrastrutture e trasporti

### Strade
Evrychou è collegato tramite collegamenti stradali a Kato Flasou (circa 3 km) a nord-est, a Temvria (circa 2 km) a sud-ovest, e a Korakou (circa 2 km) a ovest. La strada Nicosia - Troodos collega il villaggio sia con la capitale che con le località di montagna del Troodos.